# Еджвотер (Колорадо)
Еджвотер (англ. Edgewater) — місто (англ. city) в США, в окрузі Джефферсон штату Колорадо. Населення — 5005 осіб (2020).

## Географія
Еджвотер розташований за координатами 39°45′3″ пн. ш. 105°3′45″ зх. д. / 39.75083° пн. ш. 105.06250° зх. д. (39.750836, -105.062607).  За даними Бюро перепису населення США в 2010 році місто мало площу 1,81 км², уся площа — суходіл.

### Клімат
| Клімат : Еджвотер                                      | Клімат : Еджвотер | Клімат : Еджвотер | Клімат : Еджвотер | Клімат : Еджвотер | Клімат : Еджвотер | Клімат : Еджвотер | Клімат : Еджвотер | Клімат : Еджвотер | Клімат : Еджвотер | Клімат : Еджвотер | Клімат : Еджвотер | Клімат : Еджвотер | Клімат : Еджвотер |
| Показник                                               | Січ.              | Лют.              | Бер.              | Квіт.             | Трав.             | Черв.             | Лип.              | Серп.             | Вер.              | Жовт.             | Лист.             | Груд.             | Рік               |
| Середній максимум, °C                                  | 7,7               | 10,3              | 11,8              | 17,1              | 22,4              | 29,4              | 32,3              | 31,5              | 27,4              | 21,5              | 13,4              | 9,5               | 19,6              |
| Середній мінімум, °C                                   | −8,2              | −5,8              | −4,2              | 0,8               | 5,8               | 10,8              | 13,5              | 12,6              | 7,6               | 2,0               | −3,7              | −6,3              | 2,1               |
| Норма опадів, мм                                       | 18                | 20                | 28                | 47                | 76                | 39                | 39                | 36                | 29                | 23                | 19                | 12                | 387               |
| ------------------------------------------------------ | ----------------- | ----------------- | ----------------- | ----------------- | ----------------- | ----------------- | ----------------- | ----------------- | ----------------- | ----------------- | ----------------- | ----------------- | ----------------- |
| Джерело: http://www.wrcc.dri.edu/summary/climsmco.html |                   |                   |                   |                   |                   |                   |                   |                   |                   |                   |                   |                   |                   |

## Демографія
Згідно з переписом 2010 року, у місті мешкало 5170 осіб у 2246 домогосподарствах у складі 1238 родин. Густота населення становила 2852 особи/км².  Було 2436 помешкань (1344/км²).
Расовий склад населення:
| - 75,6 % — білих - 1,6 % — чорних або афроамериканців - 1,3 % — азіатів - 1,0 % — корінних американців - 0,1 % — вихідців з тихоокеанських островів - 16,8 % — осіб інших рас |

До двох чи більше рас належало 3,6 %. Частка іспаномовних становила 44,7 % від усіх жителів.
За віковим діапазоном населення розподілялося таким чином: 24,1 % — особи молодші 18 років, 66,1 % — особи у віці 18—64 років, 9,8 % — особи у віці 65 років та старші. Медіана віку мешканця становила 32,5 року. На 100 осіб жіночої статі у місті припадало 94,4 чоловіків;  на 100 жінок у віці від 18 років та старших — 93,9 чоловіків також старших 18 років.
Середній дохід на одне домашнє господарство  становив 52 939 доларів США (медіана — 44 148), а середній дохід на одну сім'ю — 64 753 долари (медіана — 58 292). Медіана доходів становила 41 631 долар для чоловіків та 40 731 долар для жінок. За межею бідності перебувало 16,4 % осіб, у тому числі 32,6 % дітей у віці до 18 років та 7,3 % осіб у віці 65 років та старших.
Цивільне працевлаштоване населення становило 2917 осіб. Основні галузі зайнятості: мистецтво, розваги та відпочинок — 18,6 %, освіта, охорона здоров'я та соціальна допомога — 14,9 %, науковці, спеціалісти, менеджери — 13,5 %, роздрібна торгівля — 12,4 %.